# Ażany
Ażany (lit. Ažėnai) – wieś na Litwie, zamieszkana przez 22 ludzi, w gminie rejonowej Ignalino, 9 km na północ od Kozaczyzny.